# Heinrich Albert Oppermann

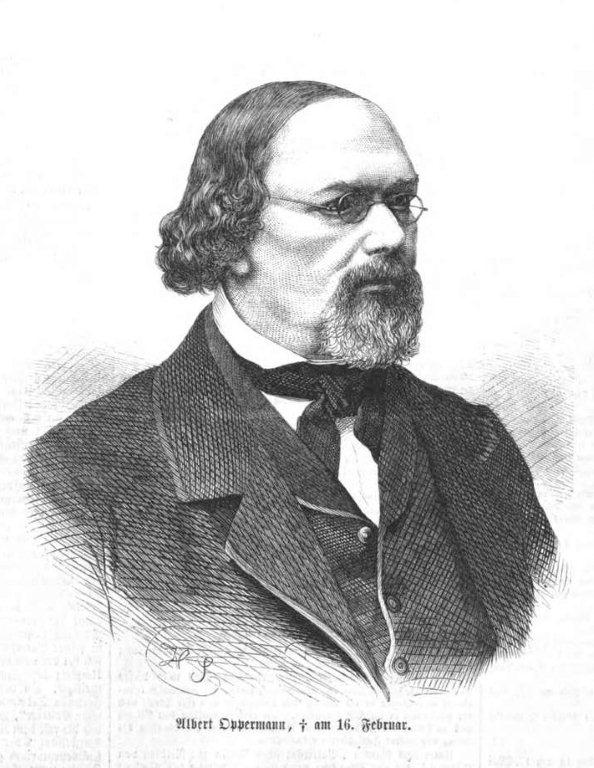
Heinrich Albert Oppermann. Grafik von Hermann Scherenberg.

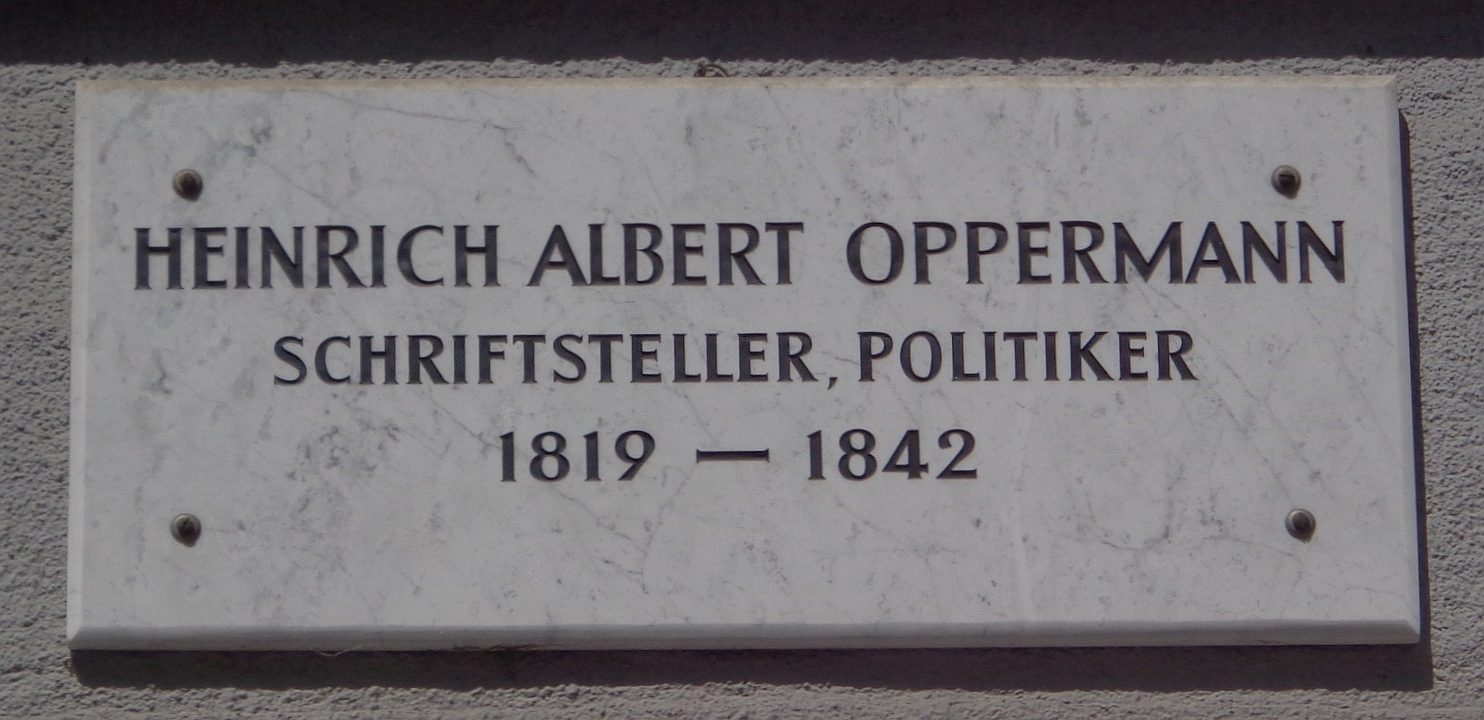
Göttinger Gedenktafel für Oppermann

Heinrich Albert Oppermann (Pseudonym: Hermann Forsch; * 22. Juli 1812 in Göttingen; † 16. Februar 1870 in Nienburg/Weser) war ein hannoversch-deutscher Rechtsanwalt, Politiker und Schriftsteller.

## Leben und Wirken
Oppermann wurde 1812 in Göttingen geboren. Hier studierte er Rechtswissenschaften und wurde 1831 Mitglied der Alten Göttinger Burschenschaft. Nach seiner Promotion 1842 ließ er sich als Rechtsanwalt in Hoya an der Weser nieder. 1844 heiratete er in Dresden Elise Blöde. 1846 wurde er zum Notar ernannt, 1852 zum Obergerichtsanwalt und Vizepräsident der Anwaltskammer in Nienburg. Von 1849 bis 1857 und von 1862 bis 1866 war er Deputierter in der Zweiten Kammer der hannoverschen Stände-Versammlung, von 1867 bis 1870 Mitglied des preußischen Abgeordnetenhauses. Von 1863 an gab er das Nienburger Wochenblatt heraus. Er war Mitglied der Nienburger Freimaurerloge Georg zum silbernen Einhorn.
Heinrich Albert Oppermann wurde auf dem Friedhof Verdener Straße in Nienburg bestattet. 1994 wurde sein Grabdenkmal mit Bildnismedaillon von Ferdinand Hartzer restauriert und gegenüber dem Theater auf dem Hornwerk aufgestellt.

## Werke
In seinem Hauptwerk, dem neun Bände umfassenden Roman 100 Jahre, schildert er politische und gesellschaftliche Entwicklungen zwischen 1770 und 1870, ausgehend von den Lebensläufen einiger Bewohner einer Kleinstadt im hannoverschen Raum. Insofern ist es auch ein Roman über die letzten hundert Jahre des Staates Hannover. Mit dem Ort, den er im Roman Heustedt nennt, meint er das an der Weser gelegene Hoya; viele der Romanfiguren stellen tatsächliche Zeitgenossen des Autors dar. Die autobiografischen und dokumentarischen Züge des Werks zeigen sich unter anderem in Oppermanns Darstellung der vormärzlichen Ereignisse, in der er auch seine eigene Rolle bei der Verbreitung des Protestbriefs der Göttinger Sieben hervorhebt. Der Roman wurde durch Arno Schmidt wiederentdeckt, der ihm 1959 eine längere Rundfunksendung widmete, in der er den Roman als seltenes deutsches Beispiel des „Politischen Romans“ feierte.
- Worte eines Studierenden über die Reform der Universität, Burschenschaft und Landsmannschaften in ihrem Verhältniß unter sich, zu der vergangenen und gegenwärtigen Zeit und zu der Reform, 1834
- Studentenbilder oder Deutschlands Arminen und Germanen in den Jahren 1830 bis 1833, 1835 (unter dem Pseudonym Hermann Forsch)
- Zur Geschichte der Entwicklung und Thätigkeit der allgemeinen Stände des Königreichs Hannover, 1842
- Die Göttinger gelehrten Anzeigen während einer hundertjährigen Wirksamkeit für Philosophie, schöne Literatur, Politik und Geschichte, 1844
- Encyklopädie der Philosophie. Zum Gebrauch für obere Gymnasialklassen und zur ersten Einführung in die Philosophie für alle Gebildeten, 1844
- Pombal und die Jesuiten, 1845
- Hannoversche Zustände seit dem 24. Februar 1848, 1849
- Zur Geschichte des Königreichs Hannover von 1832 bis 1860, 1860/62
- Hie Welf!, 1861
- Die wichtigsten Ereignisse von der französischen Revolution bis zur Schlacht bei Leipzig mit besonderer Rücksicht auf Hannover, 1863
- Trostbriefe für Hannover. Von einem Alt-Hannoveraner, 1866
- Der Weg zum Jahre 1866 und seine Nothwendigkeit für das Heil Deutschlands. Studie zur Belehrung, Verständigung und Versöhnung. Dem deutschen Volke gewidmet, 1869
- Onno Klopps Auslegung des nicht angenommenen Briefes König Georgs V. an Se. Majestät den König von Preußen. Beleuchtet von Dr. H.A.O., 1869
- Hundert Jahre. 1770–1870. Zeit- und Lebensbilder aus drei Generationen. Roman 1870, 3., Auflage, Zweitausendeins, Frankfurt 1984 (Vollständiger Text bei Gutenberg.de; books.google.de) und – teils – kommentierte Ausschnitte in dem Blog "Weites Feld"